# بانکینتر

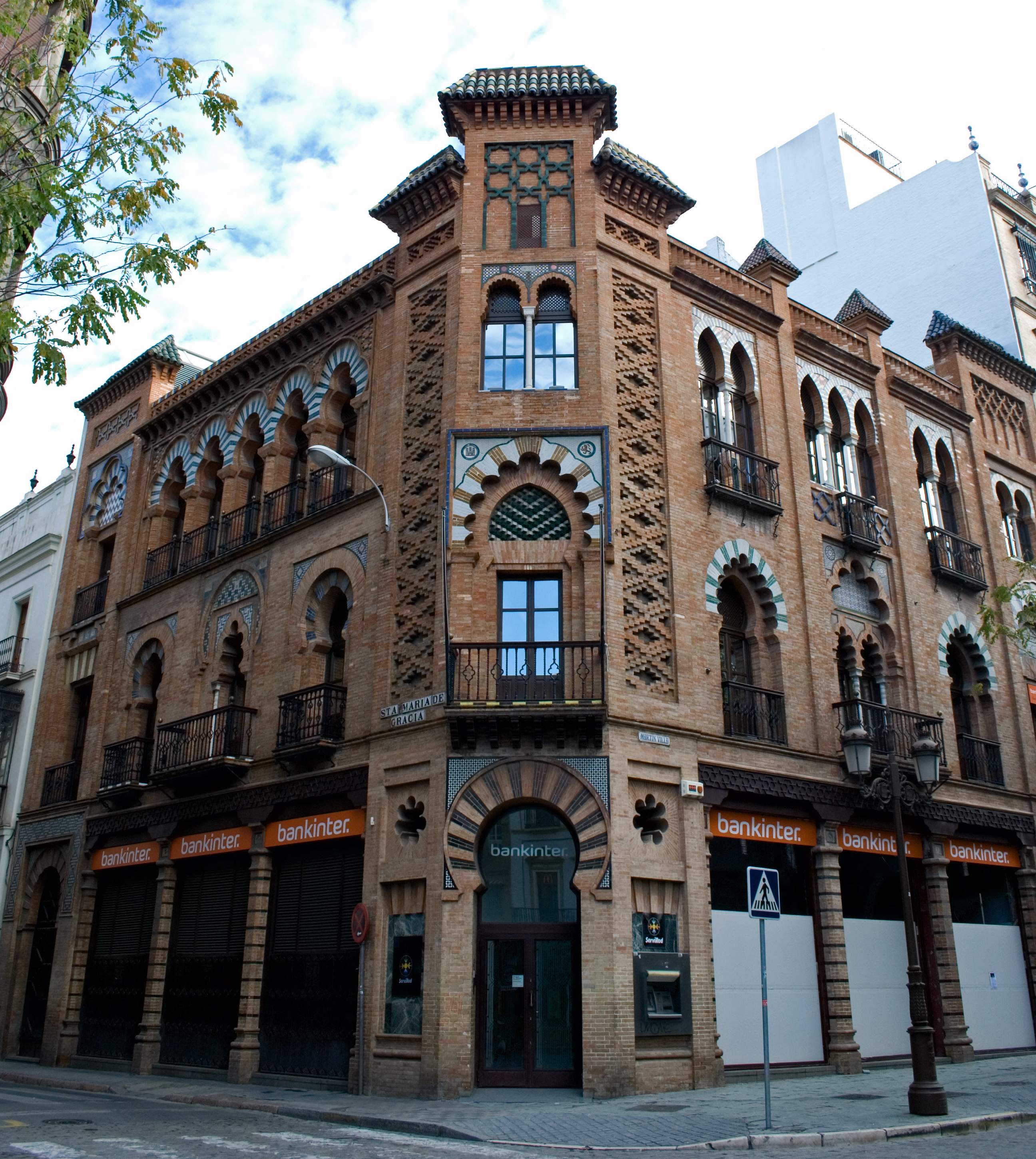
شعبه‌ای از بانکینتر، در شهر سویل، اسپانیا

بانکینتر (به اسپانیایی: Bankinter) که پیش‌تر به‌عنوان بانکو اینترکنتیننتال اسپانیول شناخته می‌شد، بانک تجاری اسپانیایی است، که در سال ۲۰۰۷ به‌عنوان ششمین بانک بزرگ اسپانیا شناخته شد.
بانکینتر در سال ۱۹۶۵ با مشارکت ۲ بانک سانتاندر گروپ و بنک آو امریکا تأسیس شد، که هم‌اکنون هیچ‌کدام از آنها سهامی در این بانک ندارند.
در حال حاضر بزرگترین سهامدار بانکینتر، شرکت خدمات مالی فرانسوی؛ کردی اگریکول است، که در حدود ۲۰ درصد از سهام این بانک را در اختیار دارد. بخشی از سهام بانکینز در بازار بورس مادرید معامله می‌شود.